# Las Vegas Strip

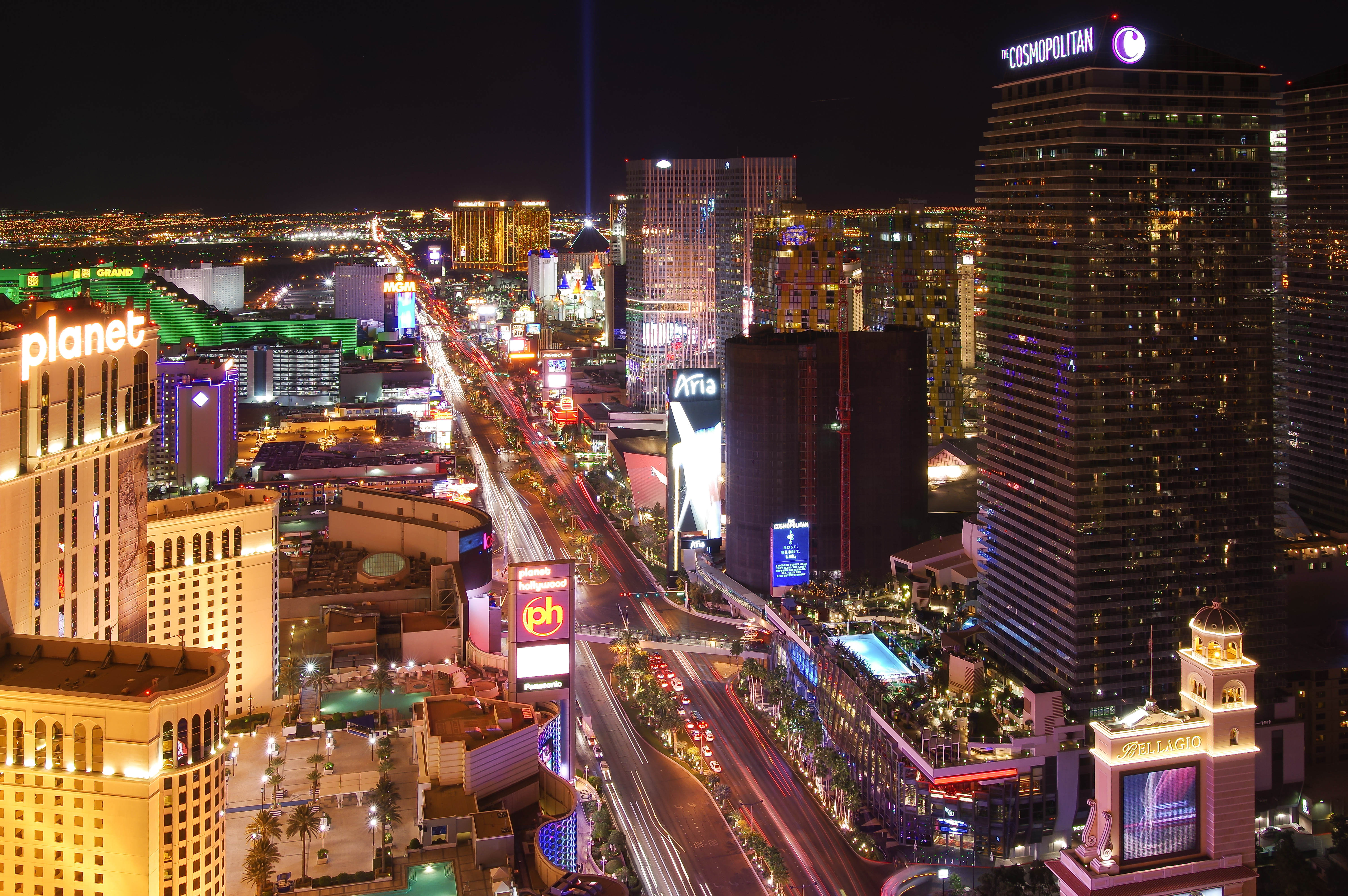
Der Las Vegas Strip bei Nacht …

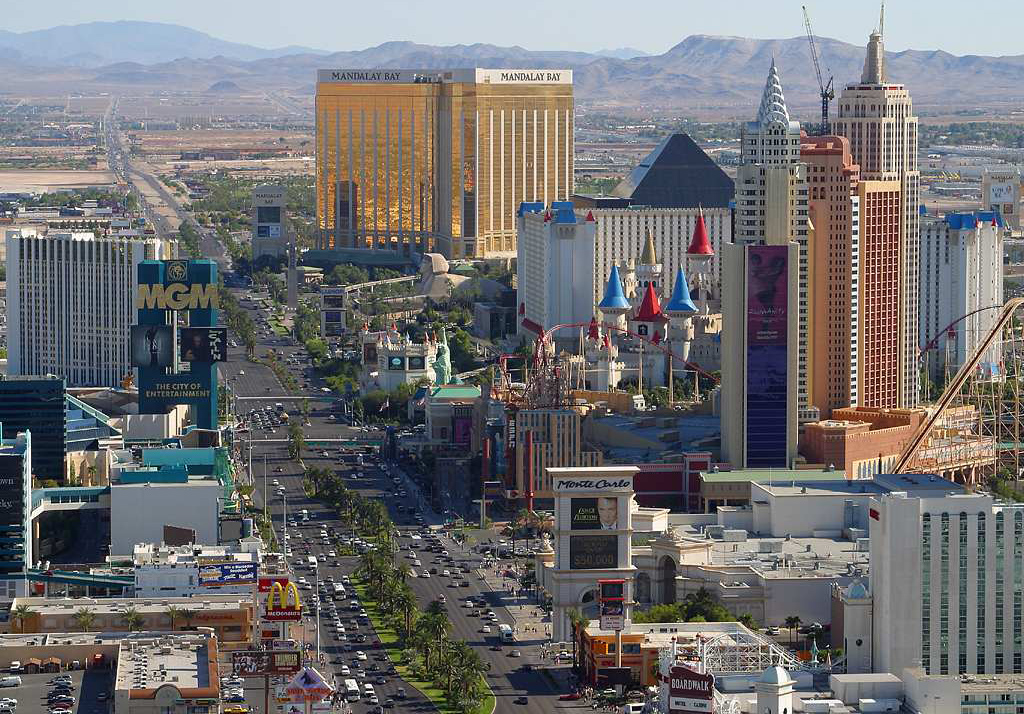
… und bei Tag. Blick vom „Eiffelturm“ des Hotels Paris nach Süden.

Der Las Vegas Strip ist ein Abschnitt des Las Vegas Boulevard nahe Las Vegas im US-Bundesstaat Nevada, der für seine dichte Ansammlung von Luxushotels und Casinos bekannt ist. Der 6,8 km lange Strip (engl. für Streifen) liegt bereits außerhalb der Stadtgrenzen in  der Unincorporated Town Paradise und der Stadt Winchester, wird aber üblicherweise trotzdem in Las Vegas selbst verortet. Er beginnt im Süden am Mandalay Bay Resort and Casino an der Russell Road, unweit des Welcome-to-Fabulous-Las-Vegas-Straßenschildes, und endet am Stratosphere Tower im Norden an der Sahara Avenue. Von dort sind es zur Innenstadt von Las Vegas und der Fremont Street etwas weniger als fünf Kilometer.

## Hotels und Casinos
Das erste Casino-Hotel am Las Vegas Strip, das El Rancho Vegas, wurde 1939 erbaut und 1941 eröffnet. Es wurde 1960 durch ein Feuer zerstört und 1970 durch das existente Hilton Grand Vacations Hotel ersetzt. Als zweites Hotel folgte das 1942 eröffnete New Frontier Hotel and Casino, das 2007 abgerissen wurde. Das Flamingo Las Vegas öffnete 1946 seine Türen und wird bis heute betrieben. In den 1950er Jahren wurden zahlreiche Hotels eröffnet, wie das Desert Inn oder The Dunes, von denen viele nicht mehr existieren. Mit dem Riviera Las Vegas eröffnete 1955 das erste hochgeschossige Hotel am Strip. 1966 folgte das Caesars Palace, 1968 das Circus Circus Hotel. In den 1970er und 1980er Jahren erfolgten zahlreiche Hoteleröffnungen, darunter das Harrah’s Las Vegas. Das erste Megaresort war das 1989 eröffnete The Mirage. Seitdem hat der Strip der Fremont Street, dem alten Vergnügungszentrum in der Innenstadt von Las Vegas, immer mehr den Rang abgelaufen. Die eigentliche Innenstadt von Las Vegas hat durch den Boom am Strip erhebliche Einbußen erlitten. Die Kasinobetreiber reagierten darauf, indem sie Fassaden renovierten, Multiplex-Kinos bauten oder neue Attraktionen schufen wie die Fremont Street Experience, eine riesige Kuppel, die mehrere Häuserblocks überdacht.
Der Strip ist eine weltweit bekannte Vergnügungsmeile, auf der sich viele der größten Spielcasinos und imposantesten Hotels der Welt befinden. Nach Anzahl der Zimmer gehören viele der Hotels zu den 20 größten weltweit. Im Juni 2015 verfügte Las Vegas insgesamt über fast 150.000 Hotelzimmer, etwa die Hälfte davon am Strip. Viele der Hotels am Strip sind Erlebnis-Hotels, deren Außen- und Innengestaltung einem zentralen Thema folgt. So präsentiert sich das Luxor samt Pyramide und Sphinx-Statue im Stil des alten Ägyptens, vor dem Paris Las Vegas steht eine Kopie des Eiffelturms und im Venetian wurden die typischen Sehenswürdigkeiten von Venedig nachgebaut. Weitere bekannte Hotels am Strip sind das MGM Grand Hotel, das Hotel Bellagio, das Excalibur Hotel und das New York-New York Hotel. Als einzige Luxus-Hotels am Strip beherbergen das Vdara, das Mandarin Oriental sowie das Four Seasons kein Kasino und keine Spielautomaten. Ebenfalls am südlichen Anfang des Las Vegas Strip gelegen ist die Little Church of the West, in der sich zahlreiche Prominente das Ja-Wort gaben.
Im September 2023 wurde das mit einem Durchmesser von 157 Meter größte kugelförmige Gebäude der Welt, The Sphere, eröffnet. Im Inneren gibt es 18.600 Sitz- und 5000 Stehplätze. Die Veranstaltungsstätte wird für Konzerte, Events und visuelle Vorführungen genutzt.
Seit dem 15. Juni 2000 ist der Las Vegas Strip durch das US-Verkehrsministerium im Rahmen des National-Scenic-Byway-Programms als All-American Road anerkannt, also als eine Straße, die als Sehenswürdigkeit von nationaler Bedeutung gilt. Anders als an den meisten Orten in den USA ist es am Strip erlaubt, Alkohol auf offener Straße zu trinken. An Feiertagen wie dem US-amerikanischen Nationalfeiertag, dem Independence Day wird entlang des Strips allerdings kein Alkohol in Flaschen oder Dosen geduldet.

## Standorte der Hotels und Casinos
| Norden Richtung Fremont Street                               | Norden Richtung Fremont Street       | Norden Richtung Fremont Street |
| ------------------------------------------------------------ | ------------------------------------ | ------------------------------ |
|                                                              | ↑                                    |                                |
| The STRAT                                                    |                                      |                                |
|                                                              |                                      |                                |
|                                                              |                                      |                                |
|                                                              |                                      |                                |
|                                                              |                                      |                                |
|                                                              |                                      |                                |
|                                                              |                                      |                                |
| W. Sahara Avenue                                             | E. Sahara Avenue                     |                                |
| Hilton Grand Vacations Circus Circus Resorts World           | Sahara Fontainebleau                 |                                |
|                                                              |                                      |                                |
|                                                              |                                      |                                |
| W. Desert Inn Road                                           | E. Desert Inn Road                   |                                |
| Trump                                                        |                                      |                                |
| Encore                                                       |                                      |                                |
|                                                              |                                      |                                |
|                                                              | Wynn                                 |                                |
| Spring Mountain Road                                         | Sands Avenue                         |                                |
| Treasure Island                                              | The Palazzo                          |                                |
| Treasure Island                                              | The Venetian                         |                                |
|                                                              | Casino Royale                        |                                |
| Harrah’s                                                     |                                      |                                |
| The LINQ Resort and Casino                                   |                                      |                                |
| Caesars Palace                                               | Flamingo                             |                                |
| Caesars Palace                                               | The Cromwell                         |                                |
| W. Flamingo Road                                             | E. Flamingo Road                     |                                |
| Bellagio The Cosmopolitan                                    | Horseshoe                            |                                |
| Bellagio The Cosmopolitan                                    | Paris                                |                                |
|                                                              | Planet Hollywood                     |                                |
| W. Harmon Avenue                                             | E. Harmon Avenue                     |                                |
| CityCenter: Mandarin Oriental, Aria, Vdara                   | Travelodge                           |                                |
| Park MGM                                                     |                                      |                                |
| Park Avenue                                                  | MGM Road                             |                                |
| New York-New York                                            | The Signature at MGM Grand MGM Grand |                                |
| W. Tropicana Avenue                                          | E. Tropicana Avenue                  |                                |
| Excalibur                                                    |                                      |                                |
| W. Reno Road                                                 | E. Reno Road                         |                                |
| Luxor                                                        |                                      |                                |
| W. Hacienda Avenue                                           | E. Hacienda Avenue                   |                                |
| Mandalay Bay Delano Four Seasons (im Mandalay Bay Hotel)     |                                      |                                |
| Russell Road                                                 |                                      |                                |
|                                                              | ↓                                    |                                |
| Süden Richtung Interstate 215 McCarran International Airport |                                      |                                |

## Filme und Filmzitate
- 2001: In Ocean’s Eleven entwenden die Protagonisten 160 Mio. US-Dollar aus dem Hotel Bellagio am Strip.
- 1997: Im Film Con Air landet die Transportmaschine am Strip und demoliert die Fassaden anliegender Hotels. Insbesondere diese spektakuläre fiktive Landung brachte dem Film den Anti-Preis Goldene Himbeere in der Kategorie Rücksichtsloseste Missachtung von Menschenleben und öffentlichem Eigentum ein, die extra für diesen Film ins Leben gerufen worden war.

## Ehemalige Hotels (Auswahl)
- The Mirage (2024 geschlossen, 2025 teilweise abgerissen[3])
- Tropicana Las Vegas (2024 abgerissen)
- Riviera (2015 geschlossen, 2016 abgerissen)
- Stardust (2007 abgerissen)
- The New Frontier (2007 abgerissen)
- Boardwalk Hotel and Casino (2006 abgerissen)
- Klondike Hotel & Casino (2006 geschlossen, 2008 abgerissen)
- Westward Ho (2005 geschlossen, 2006 abgerissen)
- Desert Inn (2001 abgerissen)
- El Rancho (2000 abgerissen)
- Silver City Hotel and Casino (1999 geschlossen)
- Sands (1996 abgerissen)
- The Dunes (1993 abgerissen)